# Красива ванна
Красива ванна (англ. A Bath House Beauty) — американська короткометражна кінокомедія Роско Арбакла 1914 року.

## У ролях
- Роско «Товстун» Арбакл — Фатті
- Мінта Дарфі — дружина Фатті
- Гордон Гріффіт — син Фатті
- Едгар Кеннеді — ревнивий друг
- Єва Нельсон — кокетка
- Чарльз Ейвері
- Тед Едвардс
- Генк Манн
- Чарльз Мюррей